# 第766独立歩兵連隊 (朝鮮人民軍)
第766独立歩兵連隊（朝鮮語: 제766독립보병련대）は、かつて朝鮮人民軍が有した軽歩兵部隊である。朝鮮戦争中に一時的に編成された。連隊本部は会寧に置かれ、単に766部隊と通称された。766部隊では水陸両用作戦や不正規戦などの訓練が実施されており、実戦においては海上を経由して敵の後背地に潜入し、補給線や通信を寸断して他の人民軍部隊の前進を補助する事が想定されていた。
1949年に活動を開始し、1950年6月25日の朝鮮戦争開戦までに1年以上の訓練を積んだという。開戦当日、連隊の半数は陸海からの韓国軍に対する攻勢に参加し、その後の6週間は前線における任務に参加して朝鮮半島を徐々に前進した。連隊は釜山橋頭堡の戦いにて国連軍の撃滅を試みたものの、物資の不足や負傷者の増加に苦しめられた。
浦項の戦いにおける国連軍との市街地を巡る戦いの中で連隊は最後を迎えた。国連軍は海空からの潤沢な援護を受けており、連隊は甚大な被害を受けて撤退を余儀なくされた。その後、北部に逃れた連隊の残存隊員は人民軍第12師団に吸収され、他の部隊へと配置された。

## 組織
編成時には単に766部隊と命名されていた。これは例えば小部隊ごとに独立した任務を担当する場合など、部隊そのものの編成規模が変動する事を見越してのものであった。最終的に、その規模は兵員3,000名による6個大隊、すなわち1個連隊規模にまで拡大された。これらの大隊には第1から第6までの番号が与えられた。部隊は陸軍総司令部直属とされ、連隊長には呉振宇総佐が配置された。彼は連隊解散時まで連隊長を務めた。なお、朝鮮戦争開戦直後、釜山港から出撃した韓国海軍によって輸送艦が撃沈され、これに乗り込んでいた第3大隊の将兵500名全員が戦死している。ここで失われた戦力の回復は不可能と見なされ、第3大隊の再編は行われなかった。

## 歴史

### 起源
朝鮮戦争の開戦以前から、北朝鮮の指導部では韓国侵略計画の一環として、南へ派遣を意図して無数にコマンド部隊や特殊部隊の編成を行なっていた。これらの部隊は、平時には韓国に対する中傷工作を行い、また戦争が始まると韓国軍部隊に対するテロ及びサボタージュ活動を展開し、軍部隊による反乱の誘導を行った。こうした形で韓国に派遣されたコマンドー部隊は当初100名を数え、終戦までには武装して十分な訓練を積んだコマンドー隊員3,000名以上が韓国内に潜伏していたという。同時期、北朝鮮の指導部は侵攻に際する進路確保を目的としたより大規模な部隊の編成も行なっている。1949年4月、会寧の第3陸軍士官学校にて766部隊の編成が行われた。この第3陸軍士官学校はコマンドー任務に関する訓練を専門に行う機関で、766部隊はレンジャー部隊相当の軽歩兵部隊として編成された。同年から翌年にかけて、766部隊は不正規戦や水陸両用作戦など広範囲に渡る特殊任務の訓練を受けた。また同時期、部隊は将兵3000名から為る6個大隊体制に拡大された。
1950年6月、朝鮮戦争の勃発が迫る中、766部隊は訓練を完了し、人民軍第5師団を支援するべく襄陽の最前線に移動した。北朝鮮側では、766部隊と549部隊が協同して江陵や三陟に対する強襲上陸を敢行するという作戦を計画していた。この作戦では、上陸後各部隊は韓国軍に対する後方撹乱を行い、北部から直接攻撃を行う人民軍第2軍団を援護するものとされていた。6月23日、766部隊は強襲上陸の準備を完了。部隊は分割され、元山及び杆城の軍港にて輸送艦に搭乗した。この作戦には766部隊及び549部隊から共に3,000名ずつ、第5師団から11,000名、合計して17,000名の戦力が参加しており、守備に着く韓国軍第8師団の戦力6,866名をおよそ2.1：1の比率で上回っていた。正面攻撃と後方上陸の組み合わせによって、増援を防ぎつつ韓国軍師団を壊滅させることが期待された。
766部隊は上陸に際して3つのグループに分割された。3個大隊は地上より前進する第5師団の先鋒を務め、2個大隊は三陟への上陸を行う事とされていた。この2,500名はその後再構成され、前進する人民軍部隊の進路確保を担うこととされていた。またこの頃、第3大隊が釜山に潜入する特殊任務を受けて766部隊から切り離される。第3大隊は人員・装備共に増強され、600名の兵員を持って新たな特殊部隊である588部隊となった。588部隊に課せられた任務は釜山港を襲撃し、国連軍部隊の揚陸を妨害するべく各種の港湾施設の破壊することであった。しかし、588部隊が搭乗した輸送艦は6月25日午前中に国連軍艦艇によって発見され、撃沈された。これによって第3大隊の将兵500名全員が戦死した。

### 開戦
6月25日午前4時、人民軍による韓国侵攻が始まる。人民軍第5師団は韓国軍第10連隊に対して最初の攻撃を行った。3時間後の午前7時、766部隊のうち2個大隊は小型舟艇を用いて三陟に上陸を果たす。上陸部隊は現地集落の住民を招集し、各種消耗品の徴発を行った。また2個大隊が人民軍第5師団の先鋒を務め、1個大隊は三陟への到達を目標に太白山脈へ向けて北進した。この時点で、韓国軍第8師団は前面及び側面からの激しい攻勢を受けている旨を報告し、援軍の要請を行なっている。しかし高級司令部では、38度線全体で激しい攻撃を受けている為に援軍を行う余裕が無い旨を師団長に伝え、この要請を拒否した。
韓国軍第8師団のうち最南端に展開していた第21連隊は人民軍の上陸部隊を撃退する為に移動を開始する。同連隊第1大隊が北坪から玉渓洞へ移動し、現地の警察及び民兵組織と共に766部隊を待ち構え、北方攻勢を退けた。しかし少なくとも1つの大隊が寧越郡にて再集結を図り、第8師団の主要補給線の1つを切断した。韓国軍は北朝鮮の侵攻を食い止めるべく民兵組織の編成を進め、戦況にも一定の効果が現れ始めていた。一方、包囲されつつあった第8師団は人民軍による圧倒的な攻撃と通信機の故障により、7月27日に撤退を余儀なくされた。さらに韓国軍第6師団の後退が始まると韓国東部側面の戦線は崩壊した。この中で766部隊は橋頭堡を確立し、最初の攻撃で韓国軍の通信を途絶させる事に成功している。

### 攻勢

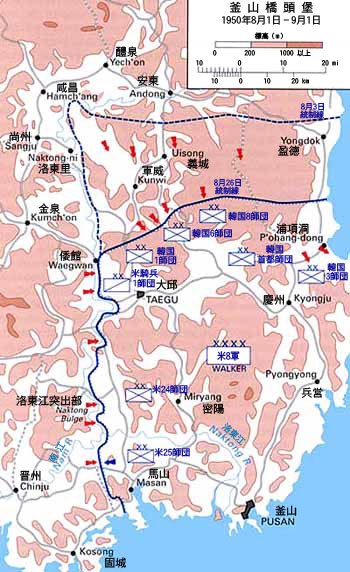
1950年8月、釜山周囲における北朝鮮側の攻勢を示す戦術地図

韓国軍の退却に伴い、766部隊、549部隊、及び人民軍第5師団は大きな抵抗に遭遇する事もなく、東部の国道に沿って着実に南進を続けた。さらに他の全ての前線でも人民軍の攻勢は成功し、韓国軍を徐々に南部へと押し込んでいった。766部隊は前進部隊として、東部山岳地帯を経由して内陸部へ進んだ。朝鮮半島東部では、その険しい地形に加え劣悪な通信設備やあまりに細い補給線が韓国軍による抵抗を非常に難しくしていた。人民軍はこれを韓国軍の弱点の1つと見なしていたが、一方で攻略の際に自らも同じ問題を経験する事を認識していた。同時期、第5師団及び周辺の2部隊は前進速度を落として、後方からの攻撃を警戒して周囲の山岳地帯に大規模な偵察部隊を送り込むなど慎重に前進していた。しかし、こうした慎重すぎるほどの前進は韓国側に軍を再編成する時間を与える事に繋がってしまった。6月28日、766部隊は蔚珍から太白山脈に向けて浸透し、日月山、英陽、青松へと進んだ。彼らに与えられた任務は釜山と大邱の通信を途絶させる事であった。当時、大邱には崩壊の危機にある韓国軍を支援するべくアメリカ陸軍が上陸しようとしていたのである。
韓国軍第8師団第23連隊は蔚珍に位置する3つの部隊を足止めするべく前進を開始した。韓国軍は人民軍の攻勢を足止めするべく様々な手段を投入したものの、各部隊は山岳地帯に分散してしまい、戦力の集結を図ることが非常に難しくなってしまった。それでも第23連隊は7月5日まで人民軍を足止めする事に成功する 7月10日、766部隊は第5師団から分離され、占領地行政の為に派遣されてきた官僚の先遣隊と合流する。以後、766部隊はさらに小部隊に分割されて任務に付いた。7月13日、各部隊は盈徳から北へ40km地点の平海里に到達した。
しかし次の週には韓国側の激しい抵抗に遭遇し、さらに国連軍による航空支援が始まった為、766部隊および人民軍第5師団の南進は滞った。一方で東部側面は依然として人民軍の支配下にあり、7月24日には旌善および安東方面から浦項へ向けた攻勢が始まった。東部側面に展開していたのは人民軍第12師団であった。これに対向する形で行われた国連軍による航空支援や艦砲射撃は人民軍の前進速度を低下させると共に補給線を破壊した為、人民軍は韓国側民間人からの強制的な物資の徴集を行うようになる。

### 抵抗運動
7月17日、人民軍第5師団が盈徳に到達し、大きな抵抗を受ける事もなく市街地まで前進した。しかし占領直後、国連軍による空襲を受けて師団は大打撃を受けた。結果的に市街の守備に当たっていた韓国軍第3師団将兵6,469名の包囲に成功しているが、第5師団および766部隊の戦力も7,500名程度まで減少していた。市街地に立て篭もる韓国軍第3師団を包囲に成功すると、766部隊は第5師団を支援するべく戦力の集結を図った。当時、韓国軍第3師団は北朝鮮の前進を少しでも遅延させるべく市街にて死守に当たる旨の命令を受けていたのである。人民軍を十分に遅延させた後、第3師団は解錠から脱出を図っている。険しい山岳地帯は人民軍の快進撃を支えていた数的・装備的優位性を失わせ、市街の包囲にも綻びを生み出していた。
7月28日、第5師団は依然として第3師団包囲を巡り山岳地での戦いを続けていたが、766部隊は別命を受けて市街側面に当たる真宝へ移動した。しかしこの折に米英海軍による苛烈な艦砲射撃で大きな被害を出し、766部隊はやむを得ず盈徳まで一時的に後退した 。その後、一度は目的地に到達したものの、装甲車まで用いた韓国警察および民兵による激しい抵抗に遭遇し、さらに国連軍の航空支援もこれに加わった。第5師団からの支援は1個連隊のみで、29日には前進を断念し撤退を余儀なくされた。また山岳地帯に展開した韓国軍首都師団は766部隊によるそれ以上の浸透を阻止した。さらに警察部隊なども加えた韓国側戦力は766部隊を孤立させるべく逆襲に転じたのである。この中には、特に766部隊を対象とした対ゲリラ戦部隊が含まれていたという。こうして韓国軍は釜山からの増援と支援を獲得し、月末までに人民軍の前進を足止めしたのである。
8月5日、人民軍第12師団は周辺地域に潜伏していた766部隊の各隊と呼応した反撃を発動、首都師団を撃退する。その勢いのまま、人民軍では国連が新たに設置した釜山橋頭堡への進路を確保するべく浦項攻撃の準備を始めた。766部隊は第5師団との協同が命じられた。人民軍では橋頭堡に対する大規模な同時攻撃と包囲作戦を計画しており、この中で第5師団と766部隊は側面迂回によって国連軍への包囲を完成させ、釜山に押し戻すという役割が与えられていた。北朝鮮側作戦部では、両軍主力が大邱＝洛東江戦線の突出部に展開している事と、小部隊の方が被発見率を低下させられる事から、766部隊に対する増援は行なっていない。
しかし、この時点ですでに人民軍の兵站はほぼ崩壊していた。8月初頭までに、各戦線に展開している人民軍部隊は食料や弾薬、兵器などの供給を受ける事がほとんどなくなり、彼らは鹵獲した国連軍の装備や食料に頼るようになっていた。766部隊もその例外ではなく、将兵の士気こそ非常に高かったものの、一ヶ月間の攻勢ですっかり消耗していた。こうした状況の中、766部隊の各隊は国連軍の補給線に対する襲撃任務に従事するようになり、国連軍から様々な装備や物資を鹵獲して補給の代替に充てた。

### 解散
8月11日夜明け、766部隊員およそ300名から為る1個大隊 が浦項の集落に突入し、住民はパニックに陥った。浦項付近に展開していた戦力は、第3師団後衛部隊を含む陸海空軍それぞれから派遣された少数の防衛要員であった。これら韓国軍部隊と766部隊員は正午頃に集落中央の中学校付近で衝突した。この時点で、人民軍側では装甲車両部隊を急行させており、また住民らの避難が始まっていた。

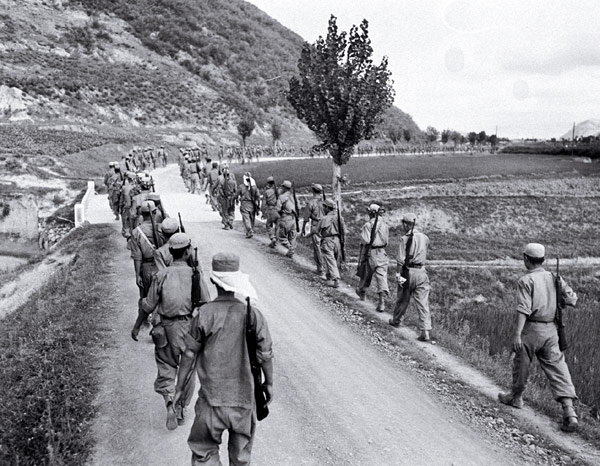
釜山橋頭堡の前線に向かう韓国兵

浦項を通る道路は山岳地帯を避けて慶尚北道に直接到達するルートの1つであり、同時に大邱への国連軍連絡路とも繋がっていた為、浦項は両軍から戦略的に重要な地点と見なされていた。米第8軍司令官ウォルトン・ウォーカー中将は浦項陥落の報を聞くなり、急ぎ空海軍による砲爆撃を加えるように命じており、同時に北朝鮮の前進を阻止するべく集落周辺へ米韓軍を展開させるように命令を下した。数時間後には、集落は激しい砲爆撃で完全に破壊され、766部隊員らも撤退を余儀なくされる。彼らは周辺の丘にて再集結して抗戦を続け、その後第5師団からの増援を受けたが、夜まで浦項への突入は行われなかった。
これに対して国連軍では韓国軍の大部隊をもってタスクフォース・ポハンを結成、第5師団および766部隊を排除するべく浦項へ派遣した。タスクフォース・ポハンによる攻撃は人民軍第12師団に撤退を強いた。8月17日、包囲の恐れから第5師団と766部隊は撤退を命じられた。この時点で、766部隊の将兵は元の半数程度の1,500名まで減少していた。
やがて疲弊し物資欠乏に陥った766部隊は、飛鶴山まで撤退し、離散しつつあった第12師団に合流した。第12師団の戦力は1,500名まで減少しており、2000名の補充兵と韓国人徴募兵で戦力を補っていた。この戦力集結の一環として、766部隊にも合流が命じられたのである。1950年8月19日に第12師団への合流が完了し、766部隊は消滅した。彼らは開戦前に14ヶ月近く訓練を行なっていたが、実際に戦闘を行なった期間は2ヶ月にも満たなかった。